# Період спокою у рослин
Період спокою у рослин — фізіологічний стан рослин, при якому у них різко знижуються швидкість росту і інтенсивність обміну речовин після вегетаційного періоду.
Період спокою у рослин виник в ході еволюції як пристосування для переживання несприятливих умов середовища у різні періоди життєвого циклу або сезону року. Спочиваючі рослини стійкіші до морозів, спеки, посухи. У стані спокою можуть перебувати рослини в цілому (взимку), їх насіння, бруньки, бульби, кореневища, цибулини, спори тощо.
При переході в стан спокою утворюються тканини, ізолюючі рослину або її органи від середовища, а також відбуваються глибокі фізіолого-біохімічні зміни в клітинах, що призводять до відокремлення в них протоплазми, збагачення ліпідами, вуглеводами, зневоднення, зміни співвідношення між інгібіторами і стимуляторами росту.
Розрізняють глибокий і вимушений спокій. Перший зумовлений певним поєднанням внутрішніх факторів і їх взаємодією з середовищем, другий — різкими відхиленнями зовнішніх факторів від нормальних умов життя. Іноді виділяють органічний спокій, який пов'язують із змінами в нуклеїновому і білковому обміні; вихід з такого спокою обумовлює нормальний ріст рослин та насіння навесні. Глибокий спокій пов'язують із загартовуванням рослин та їх морозостійкістю. Стан спокою є відносним і зовні не завжди легко виявляється (наприклад, влітку у зовні не змінних бруньках і цибулинах). Приклад спокою — зимовий стан дерев після листопаду і визрівання пагонів. Насіння багатьох рослин здатне до тривалого спокою, який зумовлює їх тривале збереження в ґрунті. У стані спокою знаходяться бульби картоплі, завдяки чому не відбувається їх проростання після прибирання. Багато тропічних рослин в стані спокою переживають посушливі сезони. Для зняття спокою у насіння кісточкових та деяких інших рослин, що мають тривалий період спокою, застосовують стратифікацію насіння і скарифікацію насіння, а у пагонів — вигонку рослин. Для затримки в стані спокою бульб картоплі їх обробляють ефіром a-нафтіоцетової кислоти та іншими речовинами.